# 布里斯 (伊利諾伊州)
布里斯（英語：Breese）是一個位於美國伊利諾伊州克林頓縣的城市。

## 地理
布里斯的座標為38°36′37″N 89°31′36″W / 38.61028°N 89.52667°W，而該地的平均海拔高度為138米（即453英尺）。

## 人口
根據2010年美國人口普查的數據，布里斯的面積為6.98平方千米，當中陸地面積為6.91平方千米，而水域面積為0.07平方千米。當地共有人口4442人，而人口密度為每平方千米636.39人。